# East Wemyss
East Wemyss est un village situé dans le Fife, en Écosse. En 2020 la population de East Wemyss est estimée à 1 930 habitants.